# Ankasapur, Ranibennur
Ankasapur là một làng thuộc tehsil Ranibennur, huyện Haveri, bang Karnataka, Ấn Độ.